# Haniów
Haniów (ukr. Ганнів) – wieś na Ukrainie, w  obwodzie iwanofrankiwskim, w rejonie kołomyjskim, położona na prawym brzegu rzeki Cuculin, prawym dopływie Prutu.